# Anthony Gomes
Anthony Gomes, född 1970, är en kanadensisk bluesgitarrist och sångare. Hans musik har influenser bland annat från rock och soul.
Gomes föddes i Toronto med en portugisisk far och en kanadensisk mor. Han flyttade till Chicago i slutet av 1990-talet och senare vidare till Nashville. Hans debutalbum Blues in Technicolor gavs ut 1998. Hans fjärde album, Music Is the Medicine från 2006, var det första att gå upp Billboards bluesalbumlista och blev som bäst fyra, medan det efterföljande livealbumet Live nådde förstaplatsen.

## Diskografi
- 1998 – Blues in Technicolor
- 2000 – Sweet Stringin' Soul
- 2002 – Unity
- 2006 – Music Is the Medicine
- 2008 – Live